# Gary Glen
Gary Glen (Livingston, 22 marzo 1990) è un ex calciatore scozzese, di ruolo attaccante.

## Carriera

### Club
Dal 2006 al 2012 ha giocato nella massima serie scozzese con l'Hearts, con cui oltre a giocare 52 partite in campionato disputa anche 2 partite nei preliminari di Europa League nella stagione 2009-2010 e vince una Coppa di Scozia. Dal 2012 al 2014 gioca al Ross County, sempre nella prima divisione scozzese; nell'estate del 2014 passa al Livingston, in seconda serie.

### Nazionale
Nel 2007 ha giocato nell'Under-19 scozzese.

## Palmarès

### Club

#### Competizioni nazionali
- Coppa di Scozia: 1

Hearts: 2011-2012
- Scottish Challenge Cup: 1

Livingston: 2014-2015